# Das englische Haus

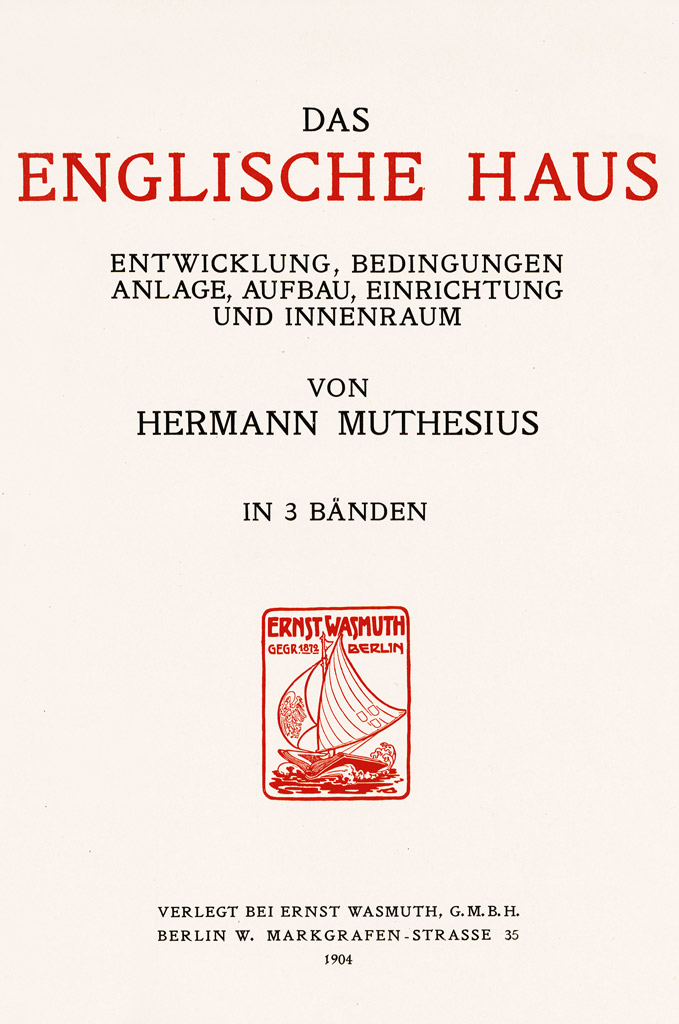
Titelblatt der Erstpublikation

Das englische Haus ist der Titel eines dreibändigen Werks des Architekten Hermann Muthesius (1861–1927) über die englische Baukunst. Es ist Muthesius wichtigste Publikation und wurde bereits kurz nach ihrer Erstpublikation zwischen 1904 und 1905 zum Standardbuch für viele Architekten der damals beginnenden Moderne. Trotz seines hohen Preises musste es wegen der starken Nachfrage erneut aufgelegt werden.
Im ersten Band zeichnet Muthesius die Entwicklung der englischen Architektur vom 11. Jahrhundert bis zur Gegenwart. Der zweite Band geht näher auf den Aufbau und die Anlagen der englischen Landhäuser und der kulturellen Randbedingungen ein, während der dritte Band auch Innenarchitektur beschreibt sowie die Neuerungen, die auf die Arts and Crafts Movement zurückgeht. Die Bücher zeigen anhand von Schwarzweißaufnahmen den damaligen Originalzustand der Bauten. Die Fotografien fertigte Muthesius während seiner Zeit als Attaché der deutschen Botschaft in London von 1896 bis 1903 selbst an. Das Werk erschien in seiner Erstausgabe im Ernst Wasmuth Verlag.